# Drynaria
Genre
Répartition géographique
Drynaria est un genre de fougères de la famille des Polypodiaceae. Il contient environ 16 espèces et un hybride naturel.
Ce sont des fougères épiphytes ou  épipétriques qui sont originaires d'Afrique tropicale, du sud et du sud-est de l'Asie, d'Australie et d'Océanie. Certaines espèces sont économiquement importantes comme plantes médicinales.

## Description

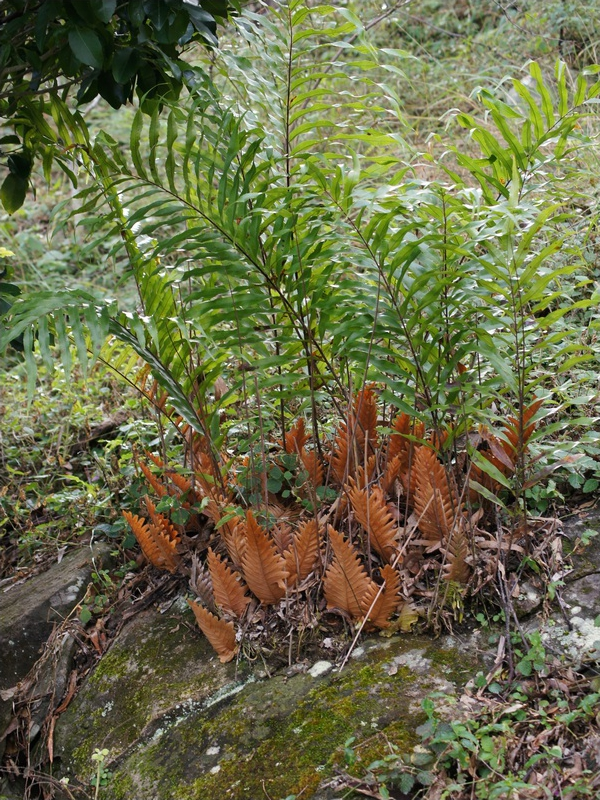
Drynaria rigidula poussant sur des rochers en Australie. Les frondes fertiles sont grandes et vert foncé, les frondes stériles sont brunes et regroupées à la base des frondes feuilles

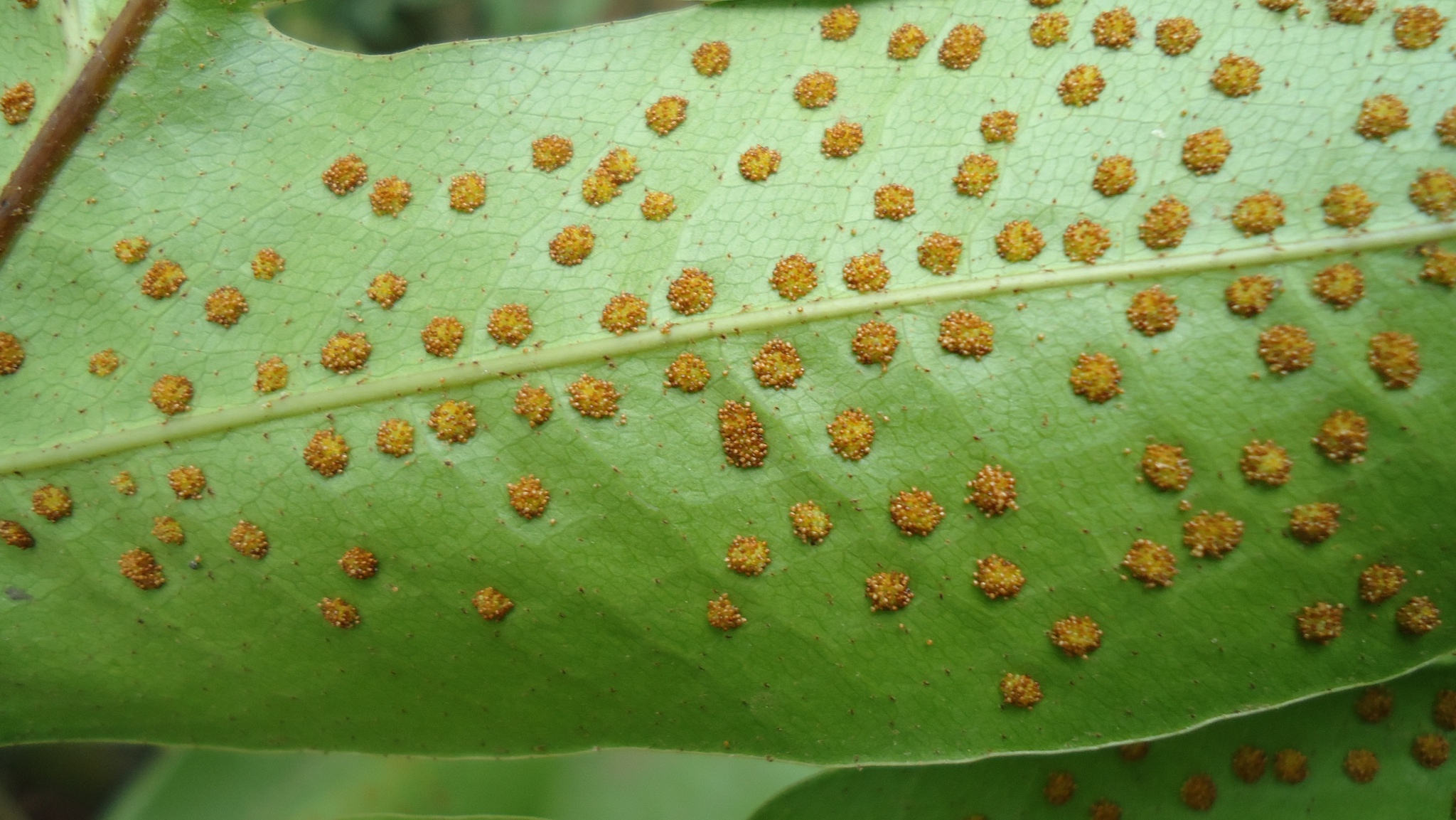
Sores sur la face inférieure d'une fronde de Drynaria quercifolia.

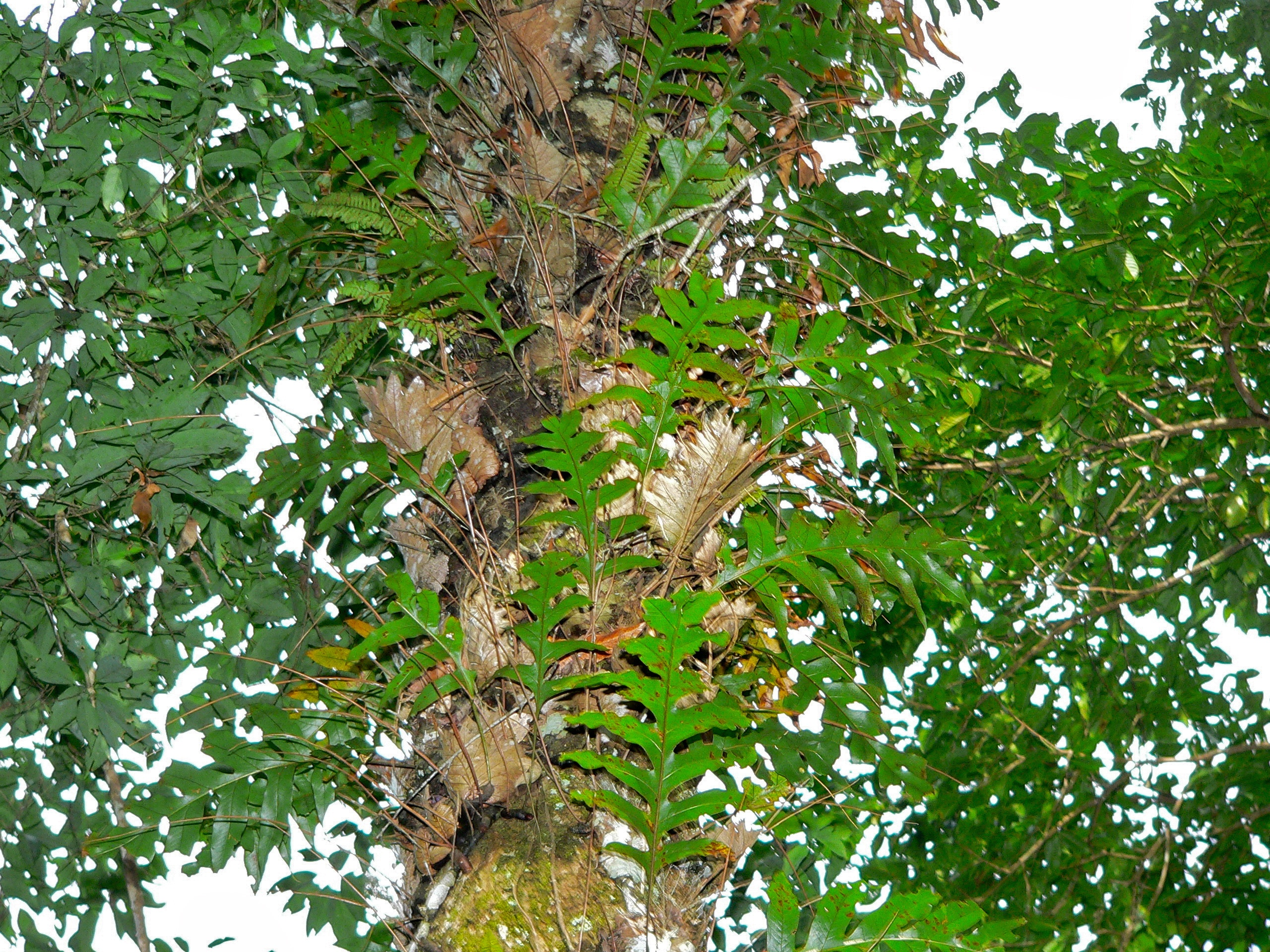
Drynaria quercifolia, parc national de Khao Yai, Thaïlande

Les Drynarias sont caractérisées par la présence de deux types de frondes, les frondes fertiles et les frondes stériles. Les frondes fertiles sont vert foncé, grandes (0,6 à 1,2 m de long), avec des tiges allongées. Elles sont profondément lobées ou pennées et portent des sores (structures de production et contenant des spores) sur leur face inférieure.
Les frondes stériles sont plus petites, situées à la base des frondes fertiles. Elles ne portent pas de sores et sont persistantes, sont brunes et sont persistantes. Elles forment un « panier » caractéristique qui ramasse les déchets et les débris organiques. La décomposition des débris recueillis fournit à la plante les nutriments qu'elle ne pourrait recevoir autrement lorsqu'elle est suspendue au-dessus du sol,. 
Les deux types de frondes poussent généralement à partir de rhizomes ancrés sur un arbre ou un rocher,. Les rhizomes de Drynaria sont rampants et densément couverts d'écailles brunes.

## Habitat et répartition
Les Drynarias sont des fougères épiphytes (qui poussent sur les arbres) ou épipetriques (qui poussent sur les rochers). Elles peuvent aussi parfois se retrouver dans des structures artificielles comme des murs de briques. On les trouve dans les environnements tropicaux humides, généralement dans les forêts tropicales. Leur aire de répartition naturelle s'étend de l'Afrique équatoriale à l'Asie orientale, l'Australie et l'Océanie.

## Liste d'espèces
Selon BioLib (5 décembre 2024) :
- Drynaria bonii Christ
- Drynaria delavayi Christ
- Drynaria laurentii (Christ) Hieron.
- Drynaria mollis Bedd.
- Drynaria parishii (Bedd.) Bedd.
- Drynaria propinqua (Wall. ex Mett.) Bedd.
- Drynaria quercifolia (L.) J. Sm.
- Drynaria rigidula (Sw.) Bedd.
- Drynaria sinica Diels
- Drynaria sparsisora (Desv.) T. Moore
- Drynaria willdenowii (Bory) T. Moore

Selon NCBI (5 décembre 2024) :
- Drynaria acuminata
- Drynaria coronans
- Drynaria heraclea
- Drynaria meyeniana
- Drynaria parishii
- Drynaria sinica
- Drynaria speciosa